# Ángel Antonio Guerrero
Ángel Antonio Guerrero (San Miguel de Tucumán, Tucumán, 1953) es un exfutbolista y entrenador argentino. Como futbolista se desempeñaba como defensor.

## Trayectoria

### Atlético Tucumán
Guerrero debutó en Atlético Tucumán en el año 1971, aunque le tocó correr por detrás del histórico Filippini. En 1972 se coronó campeón de la Liga Tucumana y se clasificó al Nacional 1973. En 1973 obtuvo el bicampeonato tucumano. En 1974 su carrera se vio detenida ya que debió mudarse a San Luis, para cumplir con el servicio militar obligatorio. En el año 1975 volvió a Tucumán y se consolidó como titular. Ese año se coronó campeón de la Liga Tucumana y en elNacional 1975 terminó primero en su grupo y avanzó a la fase final del certamen. Para 1976 ya era capitán del decano, pero una lesión hizo que se perdiera el resto de la temporada.

### Gimnasia de Jujuy
En 1977 se recuperó de su lesión y fue transferido a Gimnasia de la provincia de Jujuy. En su primer año se coronó campeón de la Liga Jujeña y disputó el Nacional 1977.

### Nuñorco
En 1979 regresó a su provincia natal para sumarse a Nuñorco. En el club monterizo tuvo un breve paso, antes de volver a Atlético.

### Segunda etapa en Atlético Tucumán
Volvió a Atlético Tucumán para jugar el Nacional 1979. En dicho campeonato terminó segundo de su grupo y avanzó a la fase final, donde cayó en semifinales. Guerrero jugó en el decano hasta 1982 y llegó a disputar más de 200 partidos con la camiseta albiceleste.

### Atlanta
En 1983 llegó a Atlanta y en su primer año se coronó campeón de la B metropolitana y consiguió el ascenso. En el Bohemio jugó hasta 1984.

### Central Norte
Volvió a San Miguel de Tucumán para sumarse a Central Norte y se retiró vistiendo la camiseta del cuervo.

## Clubes
| Club              | País      |
| ----------------- | --------- |
| Atlético Tucumán  | Argentina |
| Gimnasia de Jujuy | Argentina |
| Nuñorco           | Argentina |
| Atlanta           | Argentina |
| Central Norte     | Argentina |

## Palmarés
| Título          | Equipo           | País      | Año  |
| --------------- | ---------------- | --------- | ---- |
| Liga Tucumana   | Atlético Tucumán | Argentina | 1972 |
| Liga Tucumana   | Atlético Tucumán | Argentina | 1973 |
| Liga Tucumana   | Atlético Tucumán | Argentina | 1975 |
| B Metropolitana | Atlanta          | Argentina | 1983 |